# Copa Interciutats Dublín i Belfast
La Copa Interciutats Dublín i Belfast (Dublin and Belfast Intercity Cup) va ser una competició futbolística que es disputà vuit temporades a Irlanda entre 1941/42 i 1948/49. A la competició participaven 6 equips dels dos costats de la frontera irlandesa, la República d'Irlanda i Irlanda del Nord.

## Historial
- 1941-42: Dundalk 1-0 Shamrock Rovers
- 1942-43: Shamrock Rovers 2-2 Bohemians (resultat agregat, Shamrock Rovers guanyà als penals)
- 1943-44: Glentoran 5-4 Belfast Celtic (resultat agregat)
- 1944-45: Bohemians 3-2 Belfast Celtic (resultat agregat)
- 1945-46: Shamrock Rovers 3-2 Belfast Celtic (resultat agregat)
- 1946-47: Shamrock Rovers 4-1 Drumcondra F.C. (resultat agregat)
- 1947-48: Belfast Celtic i Distillery F.C. declarats guanyadors conjunts
- 1948-49: Shamrock Rovers 3-0 Dundalk